# Fila från Elimeia
Fila från Elimeia,  död under 300-talet f.Kr., var en drottning av Makedonien, gift med kung Filip II av Makedonien.
Phila kom från en adlig elymeansk familj. Hon var dotter till den makedonska vasallhärskaren Derdas II av Elimiotis. 